# Rasfa
Rasfa ou Rosfa (en arabe algérien الرصفة) est une commune de la wilaya de Sétif en Algérie.

## Histoire
Historiquement les populations de Rasfa descendraient des Ouled Hijaz issu des Banu Hilal venu du sud égyptien.[réf. nécessaire]